# ABBA – Der Film
ABBA – Der Film (engl.: ABBA – The Movie) wurde 1977 unter der Regie von Lasse Hallström während der Australien-Tournee der schwedischen Popgruppe ABBA gedreht und in Breitbild und mit 4-Kanal-Ton produziert. Seine Weltpremiere hatte der Film am 15. Dezember 1977 in den australischen Städten Sydney und Perth, Europapremiere war am 26. Dezember 1977 in Stockholm. Bundesdeutscher Kinostart war am 16. Februar 1978. Innerhalb eines Jahres hatte ABBA – The Movie über 5 Millionen Kinobesucher.
Am 7. Februar 2006 erhielt die überarbeitete DVD-Produktion des Films in Stockholm einen schwedischen Grammy Award.

## Handlung
Ashley Wallace ist ein Radiomoderator und Disc-Jockey, der normalerweise einfache Sendungen präsentiert. Nun bekommt er von seinem Redaktionschef einen großen Auftrag: in Australien herrscht gerade Abbamania und die Band wird in Kürze durch das ganze Land touren. Er hat für seinen Sender 2TW bereits ein tiefgehendes Exklusiv-Interview mit ABBA angekündigt, das am Abend ihrer Abreise nach ihrer Tournee ausgestrahlt werden soll. Da es noch nicht geführt wurde, trägt er dies Ashley auf, der sich nur zögernd darauf einlässt.
Bereits bei der Ankunft von ABBA in Sydney hat Ashley keine Chance, an die Gruppe heranzukommen. Tausende Fans, unzählige Reporter und Chaos beherrschen den Flughafen. Er wird allerdings von einem Kollegen auf die Pressekonferenz hingewiesen, die in Kürze im Hotel der Band stattfinden soll. Ashley mietet überstürzt ein Auto und macht sich auf den Weg, steckt allerdings im Stau und kommt verspätet zum Hotel, wo die Pressekonferenz längst beendet ist. Am Abend des ersten ABBA-Konzerts regnet es in Strömen und da Ashley seinen Presseausweis vergessen hat, wird er nicht zum Veranstaltungsort vorgelassen. Am nächsten Tag versucht er sein Glück vor der Oper von Sydney, wo ABBA ein Fotoshooting abhalten. Leider wird ihm die Möglichkeit vom rigorosen Bodyguard der Gruppe vereitelt.
Als die Gruppe weiter nach Perth reist, muss Ashley seinen Chef um ein Flugticket bitten, versichert ihm aber, nah dran zu sein. Auf dem Weg beschäftigt er sich mittels Zeitungen und Magazinen mit der Gruppe und den Hintergrundgeschichten der vier Mitglieder. In Perth angekommen interviewt er verschiedene Passanten und fragt sie über ihre Meinung zu ABBA, was er später in die Reportage und das Interview miteinbeziehen will. Da sein Presseausweis immer noch nicht nachgeschickt wurde, wird er am Veranstaltungsort des Konzerts erneut abgewiesen, schafft es aber durch eine List, am Kartenabreißer vorbeizukommen. Heimlich versucht er, sich Zutritt zu den Garderoben zu verschaffen, wird aber wieder vom Bodyguard der Gruppe erwischt und rausgeworfen. Nach dem Konzert versucht er sein Glück beim Hotel der Band, wo diese sich gerade über die Schlagzeilen und Zeitungsberichte amüsiert. Auch hier wird Ashley schroff abgewiesen.
Nach all den Misserfolgen träumt er davon, den vier ABBA-Mitgliedern ganz nah zu sein und mit Leichtigkeit das Interview zu bekommen. Er wird von einem Anruf seines Chefs aus dem Schlaf gerissen, der sich ungeduldig nach dem Stand der Dinge erkundigt und sich noch mehr ärgert, als Ashley ihm sagt, dass er der Gruppe weiter nach Adelaide folgen muss. Da er bereits bei der Ankunft der Gruppe einmal mehr von ABBA ferngehalten wird, verbringt er weiterhin Zeit damit, Fans und Passanten zu interviewen, begreift aber, dass er damit noch lange nicht am Ziel ist. Schlussendlich folgt er der Band bis nach Melbourne, wo ihm der Redaktionschef nochmals verzweifelt deutlich macht, dass ein Scheitern einen schweren Imageverlust des Senders bedeuten würde. Entschlossen sucht Ashley daraufhin den Manager der Gruppe auf, der ihm ein Interview für den folgenden Vormittag verspricht.
Zufrieden und selbstsicher besucht er am Abend das ABBA-Konzert und genießt erstmals die Musik der Band und die Show. Am nächsten Morgen stellt er allerdings fest, dass er seinen Termin verschlafen hat. Noch dazu findet gerade das Moomba Festival statt, deren Zuseher ein schnelles Vorankommen in der Stadt schwierig machen. Ashley gelangt zum Rathaus, wo ABBA von tausenden Fans begeistert empfangen werden und vom Balkon aus den Massen zuwinken. Als Ashley in einem letzten Versuch beim Hotel der Gruppe nach dieser fragt, bekommt er die Auskunft, dass die Band bereits abgereist ist. Enttäuscht und wütend gesteht sich Ashley seine Niederlage ein und beschließt, seinen Reporterjob an den Nagel zu hängen. Da trifft er im Aufzug seines Hotels völlig unverhofft auf ABBA, die ihm bereitwillig sein heißersehntes Interview geben.
Während Ashley in Eile damit beschäftigt ist, das Interview zusammenzuschneiden und ins Studio des Senders zu bringen, verabschiedet sich die Gruppe von den euphorischen Fans und tritt ihren Heimflug an. Der Film endet mit der Ausstrahlung des Interviews und einer Rückblende auf die Konzerttour durch Australien.

## Produktion

### Australien
Die Idee eines Spielfilms über ABBA geht auf die australische Firma „Reg Grundy Productions“ zurück, die auch 25 Prozent der Kosten übernahm. Ursprünglich sollte eine Konzertdokumentation im 16mm-Filmformat für das Fernsehen entstehen, allerdings wurde noch Ende 1976 beschlossen, das Projekt als Panavision-Kinofilm im 35-mm-Format zu produzieren. Als Regisseur wurde Lasse Hallström beauftragt, der sich die Rahmenhandlung mit dem Disc-Jockey Ashley Wallace ausdachte und die Geschichte zunächst provisorisch auf 5½ Seiten niederschrieb. Sie sollte später mit den Mitschnitten der Live-Konzerte sowie neuen Songs der Gruppe verbunden werden. Die Produktion des Films kostete rund 5 Millionen Kronen, was laut dem Billboardmagazin umgerechnet 700.000 Dollar entsprach.
Im Januar 1977, als ABBA gerade ihre Tournee in Europa absolvierte, begab sich Hallström für eine Woche nach Australien, um sich einen Eindruck der Drehorte zu machen. Anschließend begleitete er die Gruppe auf einigen ihrer Konzerte, um den Aufbau und Ablauf ihrer Shows später einplanen zu können. Die Hauptrolle wurde erst kurz vor Beginn der Dreharbeiten mit Robert Hughes besetzt. Fortan begleitete die Filmcrew ABBA bei allen Konzerten und öffentlichen Auftritten in Australien, angefangen bei ihrer Ankunft am 27. Februar 1977 in Sydney, bei der über 1.500 Fans am Flughafen warteten. Die Pressekonferenz, die relativ zu Beginn des Films zu sehen ist, fand am 28. Februar 1977 im Hotel „Sebel Townhouse“ statt, in dem die vier Gruppenmitglieder untergebracht waren. Rund 250 Journalisten und Fotografen waren dabei anwesend.
Das erste Konzert in Sydney am 3. März 1977 war überschattet von strömendem Regen, der einige technische Pannen auslöste. So drang Wasser in den Filmbehälter ein, der einen Großteil des Materials zerstörte. Diese Szene musste im Film daher mit Aufnahmen von anderen Konzerten zusammen geschnitten werden. Um Ashleys vergebliche Versuche, ein Interview mit ABBA zu bekommen, glaubhafter zu machen, wurde Hughes der Gruppe zunächst nicht vorgestellt, ebenso der Schauspieler Tom Oliver, der den rigorosen Bodyguard spielt. So kam es bei der Szene vor der Oper von Sydney fast zu Handgreiflichkeiten, als Oliver seinen Kollegen Hughes zur Seite stieß und andere Securitys eingreifen wollten.
Am 5. März 1977 traf die Gruppe in Melbourne ein und wurde zu einem Empfang ins Rathaus eingeladen. Mehr als 6.000 Menschen versammelten sich davor, um ABBA auf dem Balkon zu sehen. Diese Aufnahmen sind erst gegen Ende des Films zu sehen, als Reporter Ashley seinen Interview-Termin verschläft und versucht, durch die Menschenmassen zur Gruppe zu gelangen. Besonders oft sind die fünf Konzerte in Perth im fertigen Film zu sehen, da die relativ geringe Anzahl an Zusehern (8.000 pro Konzert) der Filmcrew eine überschaubare Location bot. Im fertigen Film sind Ausschnitte des Mini-Musicals The Girl with the Golden Hair zu sehen, das auf dieser Tournee bei jeder Vorstellung aufgeführt wurde, darunter auch der Song Get On The Carousel, der später allerdings nicht im Studio aufgenommen wurde.

### Schweden
Obwohl in Australien rund 50 Stunden Filmmaterial aufgenommen wurden, ergab dies nur die Hälfte des geplanten 100-Minuten-Films. Einige Szenen mussten daher nach der Australien-Tournee noch in Schweden gedreht werden. Die Arbeiten überschnitten sich mit den Aufnahmen zum nächsten Album der Gruppe, die Ende Mai 1977 begannen. Im Juni 1977 kamen Hughes und Oliver in Stockholm an, sodass u. a. die „Traumszene“ gedreht werden konnte, die später mit dem neuen Song The Name of the Game unterlegt wurde. Als Location diente u. a. der Schlosspark von Drottningholm. Auch die Szene, in der die Gruppe mit ihrem Bodyguard Tom Oliver im Hotelzimmer sitzt und sich unterhält, wurde in Wirklichkeit im Juni 1977 in Schweden gedreht; im Sheraton-Hotel in Stockholm. Da Agnetha Fältskog zu diesem Zeitpunkt hochschwanger war, wurde sie nur schulteraufwärts bzw. indirekt durch einen Spiegel gefilmt. Dabei ist in einer Zeitung, die Andersson hält, die Schlagzeile „Agnethas Bottom Tops Show“ zu lesen („Agnethas Po: Höhepunkt der Show“). Es sollte allerdings heißen: „Agnethas Bottom Tops Dull Show“ („Agnethas Po: Höhepunkt der langweiligen Show“). Das Wort Dull wurde von Andersson bewusst mit seinem Daumen verdeckt.
Weitere Dreharbeiten fanden im Sommer 1977 auf dem Djurgårdsbrunnskanalen und in der Umgebung statt, wo u. a. die Bootsfahrt gedreht wurde, auf der sich Reporter Ashley mit den ABBA-Mitgliedern freundschaftlich unterhält, während sie von Reportern verfolgt werden. Auch die Aufnahmen für die Szene, in der Ashley mit der Band Golf spielt, entstanden hier, während jene für den Song Eagle im Hauptgebäude von Sveriges Television gedreht wurden. Das Produktionsteam benutzte bei den Szenen zum Song Eagle die sogenannte „Flutter Box“, mit der eine Aufzugfahrt simuliert werden konnte. Obwohl Computereffekte in den 1970er-Jahren erst am Anfang der Entwicklung standen, zeigen diese Szenen bereits eine erstaunliche Qualität. Mit dem Filmschnitt wurde erst im Juli 1977 begonnen, sodass der eigentliche Veröffentlichungstermin im Oktober auf Jahresende verschoben werden musste. Den endgültigen Titel ABBA – The Movie erhielt der Film, um einen Bezug zum Titel ABBA – The Album ihrer neuen LP herzustellen. Es war sogar geplant, ein Doppelalbum zu veröffentlichen, von dem eine Platte aus Live-Versionen von ihrer Tournee bestehen sollte.

## Kritiken
„ABBA ist ganz selten peinlich: wenn Spektakel auf der Bühne fehlende musikalische Substanz ersetzen soll. Mitunter amüsant: bei den Interviews eines fiktiven Reporters mit ABBA-Fans. Was sie an ABBA lieben, das spiegelt dieser unaufdringlich-selbstironische Film wider, der so harmlos ist, daß auch seine Fehler nicht schwer ins Gewicht fallen.“

## Erfolge
In Deutschland startete der Film am 17. Februar 1978 und hatte eine Million Zuschauer.

## Titelliste
- Tiger (Benny Andersson, Björn Ulvaeus)
- SOS (Benny Andersson, Björn Ulvaeus)
- Money, Money, Money (Benny Andersson, Björn Ulvaeus)
- He Is Your Brother (Benny Andersson, Björn Ulvaeus)
- Intermezzo No. 1 (Benny Andersson, Björn Ulvaeus)
- Waterloo (Benny Andersson, Björn Ulvaeus, Stig Anderson)
- Mamma Mia (Benny Andersson, Björn Ulvaeus, Stig Anderson)
- Rock Me (Benny Andersson, Björn Ulvaeus)
- I’ve Been Waiting for You (Benny Andersson, Björn Ulvaeus, Stig Anderson)
- The Name of the Game (Benny Andersson, Björn Ulvaeus, Stig Anderson)
- Why Did It Have to Be Me? (Benny Andersson, Björn Ulvaeus)
- When I Kissed the Teacher (Benny Andersson, Björn Ulvaeus)
- Get on the Carousel (Benny Andersson, Björn Ulvaeus)
- I’m a Marionette (Benny Andersson, Björn Ulvaeus)
- Fernando (Benny Andersson, Björn Ulvaeus)
- Dancing Queen (Benny Andersson, Björn Ulvaeus, Stig Anderson)
- So Long (Benny Andersson, Björn Ulvaeus)
- Eagle (Benny Andersson, Björn Ulvaeus)
- Thank You for the Music (Benny Andersson, Björn Ulvaeus)